# بوزولوک
شهر بوزولوک (به روسی: Бузулук) در کشور روسیه و در اوبلاست ارنبورگ واقع شده‌است.